# 믈라카 술탄국
믈라카 술탄국(말레이어: Kesultanan Melayu Melaka 크술타난 믈라유 믈라카[*], Malacca Sultanate)은 현재 말레이시아 믈라카 주에 위치했던 말레이 술탄국이다. 일반적인 학위 논문에서는 싱가포르의 말레이 왕으로 변절자였던 파라메시와라(흔히 이스칸다르 샤흐로 알려져 있음)가 이 나라를 건국한 때를 1400년경으로 간주하고 있는데, 최근 학계에 제출된 또 다른 자료에 따르면 이 나라가 건국된 시기를 1262년으로 잡고 있다. 15세기 술탄국의 힘은 매우 강력했으며, 당시 수도가 대표적인 국제 무역항으로 성장하였고 말레이 반도의 대부분과 리아우 제도, 수마트라섬의 중요한 부분을 지배하였다.
1402년 왕국이 세워질 때는 힌두 국가였지만, 1409년 파사이의 공주와 결혼을 통해 이슬람으로 개종을 했다. 향신료 무역의 중계항으로서 인도, 중동에서 많은 이슬람 상선이 이곳을 찾아왔으며, 이 때문에 동남아시아 이슬람 포교의 거점이 되었다. 처음부터 일관된 명나라의 충실한 조공국이었으며, 동 시기에 교역국으로서 번영한 류큐 왕국과도 교류가 있었다. 한자로 믈라카는 만랄가(滿剌加)로 표기한다. 현재 말레이시아, 싱가포르에 해당한다. 말레이시아에는 이름을 이어받은 믈라카주(Melaka)가 있다.

## 건국
수마트라섬 남부의 스리비자야 왕국의 왕자인 파라메시와라(Paramesywara, 파두카 스리 마하라자 파라메시와라)는 마자파힛 왕국(Majapahit Empire)의 침공을 피해 말레이 반도를 전전하며, 1402년 경 믈라카 해협의 '오랑 라웃'(Orang Laut)이라고 불리는 바다 백성의 협력을 얻어 믈라카를 건국했다. 당시는 소규모의 어촌이었지만, 명나라의 영락제가 파견한 제1차 정화 함대가 내항했다. 남중국해와 인도양에서의 통상 패권을 목표로 하는 정화 함대는 믈라카를 근거지로 하여 기반을 닦았다. 이것에 따라 믈라카는 명에 몇 번이나 조공 사절을 보내, 그 충실한 조공국이 된다. 파라메시와라는 또 이슬람 상선을 끌어들이기 위해 이슬람교로 개종했다. 이렇게 하여 명의 정화 함대의 보호 하에 믈라카는 동서 무역의 중계항으로서의 길을 걷기 시작했다. 이전 파라메시와라를 시작으로 이스칸다르 샤흐, 무하마드 샤흐는 정화 함대에 동승하여 수차례 중국을 방문했다.

## 번영
당초 믈라카의 경쟁 상대는 북쪽 수마트라의 이슬람 항구도시였지만, 무자파르 샤가 이슬람을 국교로 정하고, 타이 아유타야 왕조의 침공을 물리쳐 말레이 반도 전역과 수마트라섬 동해안에 세력을 확대하면서 점차 동서 무역의 중계항으로서 번영하기 시작했다.
다음 대의 만수르는 믈라카 국왕으로서 처음으로 술탄이라고 칭하였고, 아유타야의 속국인 파항을 함락하고 자와섬 북안에 성립한 드막(Demak), 자파라(Japara), 투방(Tubang), 수라바야 등의 이슬람 항구도시와 협력해 마자파힛 왕국을 한층 더 약화시켰다.
제7대 술탄 알라우딘 리아얏 샤의 치세는 26세에 젊은 나이에 독살로 막을 내렸다. 그의 아들 마뭇 샤는 어린 나이에 술탄으로 옹립되었지만, 유능한 인재를 등용하여 교역항으로서의 믈라카는 최성기를 맞이한다. 당시 인도의 구자라트 이슬람교 지역이 가장 중요한 무역 상대였으며, 남 인도의 타밀인이나 자와섬의 사람들이 그 뒤를 이었다. 당시 중국은 해금정책을 이어갔었지만, 금지령을 어기며 내항하는 중국인 밀무역 상인도 적지 않았다. 교역물로는 인도의 면직물, 말루쿠 제도의 향신료, 수마트라섬의 금과 후추, 중국의 비단과 도자기, 티모르섬의 백단 등이 주를 이루었다. 왕국에는 내항하는 상선이 입항세를 지불했다.

## 멸망
16세기가 되면서 희망봉을 경유하여 인도에 내항하던 포르투갈인이 동방에 관심을 가지면서 향신료의 원산지인 말루쿠 제도를 정복하려고 했다. 그래서 지정학적인 위치에서 중계지가 되는 믈라카는 가장 탐이 나는 대상이었다.
1509년 9월 11일, 디오구 로페스 드 세케이라(Diogo Lopes de Sequeira)가 인솔하는 포르투갈 원정대가 믈라카에 처음으로 도착했지만, 당시 인도양에서 포르투갈의 해상 세력과 대립하고 있던 이슬람계 상인이 선동했기 때문에 왕국은 포르투갈인과 대립하여 포르투갈의 침입을 저지하였다. 포르투갈 함대는 몇 명의 포로를 남기고 인도로 돌아갔다.
이 소식을 들은 포르투갈의 인도 총독 아폰수 드 알부케르크(Afonso de Albuquerque)는 1511년 7월, 19척의 군함과 1400명의 포르투갈 병사를 인솔해 믈라카 정복에 나서, 수 개월의 공방전을 벌인 뒤 마침내 믈라카를 함락했다. 술탄 마뭇 샤는 말레이의 밀림으로 피해 남쪽으로 이동하여 조호르 술탄국을 세웠고, 그 자손은 조호르 등 말레이 각지의 술탄이 되었다.

## 같이 보기
- 마자파힛 제국
- 술루 술탄국
- 조호르 술탄국
- 크다 술탄국